# 1876 في إيطاليا
فيما يلي قوائم الأحداث التي وقعت خلال عام 1876 في إيطاليا.

## سياسة

### تعيين في المنصب
- 26 نوفمبر – فرانشيسكو كرسبي رئيس مجلس النواب الإيطالي [الإنجليزية]‏.

## ظهور
- 1 يناير – كوريري ديلا سيرا

## مواليد

### يناير
- 1 يناير – جيانينو كامبيريو لاعب كرة قدم إيطالي.
- 12 يناير – ارمانو ولف فيراري

### مارس
- 2 مارس – بيوس الثاني عشر

### أبريل
- 9 أبريل – إتوري باستيكو

### أكتوبر
- 19 أكتوبر – أدولفو داكي

## وفيات

### يونيو
- 7 يونيو – جوزفين من ليوتشتنبورغ (مواليد 1807) ملكة السويد-النرويج القرينة.

### سبتمبر
- 6 سبتمبر – غوستافو بونزا دي سان مارتينو (مواليد 1810) سياسي إيطالي.